# Liotyphlops palauophis
Liotyphlops palauophis — вид змій родини американських сліпунів (Anomalepididae). Ендемік Колумбії. Описаний у 2023 році.

## Назва
Вид названо на честь колумбійського герпетолога Альфредо Палау Пенья (10 червня 1969 – 8 серпня 2020), який помер від коронавірсної інфекції COVID-19.

## Поширення і екологія
Liotyphlops palauophis відомий за типовим зразком, зібраним в околицях Боготи на півдні Колумбійської Амазонії. Типовий зразок сягає 36,1 см завдовжки.